# Goniaceritae
Goniaceritae (лат.) — надтриба мелких коротконадкрылых жуков-ощупников (ранее в ранге подсемейства Goniacerinae в составе Pselaphidae). Около 260 родов.

## Распространение
Встречаются повсеместно во всех биогеографических регионах.

## Описание
Мелкие коротконадкрылые жуки—ощупники, большинство видов имеют длину тела 1—5 мм. Голова с прямыми вентральными вершинами скапусов усиков на вентральном крае, дорсальные края обычно прямые. Брюшко с угловатыми боковыми краями, отчётливыми паратергитами или закругленными боковыми краями, паратергиты в различной степени плавно срастаются с тергитами и стернитами. Вертлуги второй и третьей пар ног с острым углом соединения с бёдрами, дорсальное продолжение бёдер близко к тазобедренным сочленениям; метакоксы широко расставлены (смежные или близкие у Speleobamini, Baradina и некоторых Eupseniina у Brachyglutini); коготки лапок неравные, задние коготки отсутствуют или щетинковидные, обычно не видны; первые членики лапок короткие, вторые и третьи членики удлинённые, вторые членики равны по длине или длиннее третьих члеников. Эдеагус симметричный или почти симметричный (Proterini и некоторые роды Tychini и Brachyglutini имеют сильно асимметричные эдеагусы), парамеры присутствуют и обычно симметричны; срединная доля с внутренней мускулатурой и спинной диафрагмой у некоторых представителей большинства триб. Усики длинные, булавовидные, надкрылья укороченные, лапки трёхчлениковые. Число антенномер различно, обычно их 10 или 11, но в трибе Cyathigerini — от 6 до 10.

## Систематика
Крупная надтриба жуков-ощупников, включает около 260 родов. Таксон был впервые выделен в 1882 году австрийским зоологом Эдмундом Райттером (1845—1920) под названием Goniacerides Reitter, 1882.
Надтриба Goniaceritae ранее рассматривалась в ранге подсемейства Goniacerinae в составе семейства Pselaphidae.
Однако, когда в 1995 году в работе Ньютона и Тейера на основании анализа морфологических признаков ранг семейства ощупников был понижен (Newton and Thayer, 1995) до подсемейства в составе Staphylinidae, то соответственно все надродовые таксоны (в том числе, бывшие ранее подсемейства в составе Pselaphidae) были понижены в ранге. В состав надтрибы Goniaceritae вошли трибы: Arnylliini — Barrosellini — Brachyglutini — Bythinini — Cyathigerini — Goniacerini — Imirini — Iniocyphini — Machadoini — Proterini — Pygoxyini — Speleobamini — Tychini — Valdini.
- надтриба Goniaceritae Reitter, 1882
  - триба Arnylliini Jeannel, 1952
    -       - Awas Löbl, 1994
      - Harmophorus Motschulsky, 1851

  - триба Barrosellini Leleup, 1973
    -       - Barrosellus Jeannel, 1951

  - триба Brachyglutini Raffray, 1904
    - подтриба Baradina Park, 1951
      - Euphalepsus Reitter, 1883
      - Phalespoides Raffray, 1890

    - подтриба Brachyglutina Raffray, 1904
      - Acamaldes Reitter, 1882
      - Achilia Reitter, 1890
      - Achillidia Jeannel, 1962
      - Achilliotes Jeannel, 1962
      - Anabaxis Raffray, 1908
      - Anarmoxys Raffray, 1900
      - Anasidius Jeannel, 1952
      - Anasopsis Raffray, 1904
      - Anchylarthron Brendel, 1887
      - Antipodebaxis Chandler, 2001
      - Arachis Raffray, 1890
      - Araneabaxis Chandler, 2001
      - Asanis Newton & Chandler, 1989
      - Atacamia Franz, 1996
      - Atenisodus Raffray, 1904
      - Baraxina Raffray, 1896
      - Batraxis Reitter, 1882
      - Baxyridius Jeannel, 1954
      - Baxyris Jeannel, 1950
      - Berdura Reitter, 1882
      - Booloumba Chandler, 2001
      - Brachygluta Thomson, 1859
      - Braxyda Raffray, 1904
      - Briara Reitter, 1882
      - Briaraxis Brendel, 1894
      - Bryaxella Raffray, 1903
      - Bryaxina Raffray, 1904
      - Bryaxinella Jeannel, 1962
      - Bryaxonoma Raffray, 1898
      - Bundjulung Chandler, 2001
      - Bunoderus Raffray, 1904
      - Byraxorites Jeannel, 1962
      - Bythinogaster L.W.Schaufuss, 1887
      - Caligocara Park, 1945
      - Comatopselaphus L.W.Schaufuss, 1882
      - Cryptorhinula L.W.Schaufuss, 1887
      - Dicrobiotus Jeannel, 1953
      - Diroptrus Motschulsky, 1858
      - Drasinus Raffray, 1904
      - Ectopocerus Raffray, 1904
      - Ephymata Raffray, 1904
      - Eremomus Raffray, 1904
      - Ergasteriocerus Leleup, 1973
      - Eupifigia Park, 1952
      - Eupinella Raffray, 1908
      - Eupines King, 1866
      - Eupinidius Jeannel, 1952
      - Eupinogitus Broun, 1921
      - Eupinolus Oke, 1928
      - Eupinopsis Raffray, 1897
      - Eutrichites LeConte, 1880
      - Fagniezia Jeannel, 1950
      - Gastrobothrus Broun, 1882
      - Ghesquierites Jeannel, 1950
      - Globa Raffray, 1887
      - Iluka Chandler, 2001
      - Leiochrotella Jeannel, 1954
      - Leiochrotidius Jeannel, 1960
      - Leptachillia Jeannel, 1962
      - Leptorrachis Jeannel, 1961
      - Mallanganee Chandler, 2001
      - Mallecoa Franz, 1996
      - Malleecola Oke, 1926
      - Mitona Raffray, 1904
      - Mundaring Chandler, 2001
      - Nisaxis Casey, 1886
      - Noduliceps Jeannel, 1958
      - Nondulia Newton & Chandler, 1989
      - Obricala Raffray, 1890
      - Paluma Chandler, 2001
      - Panabachia Park, 1942
      - Parachillia Franz, 1996
      - Pedisinops Newton & Chandler, 1989
      - Physobryaxis Hetschko, 1913
      - Physoplectus Reitter, 1882
      - Plectrobythus Leleup & Célis, 1969
      - Prosthecarthron Raffray, 1914
      - Pselaptus LeConte, 1880
      - Pseudachillia Jeannel, 1963
      - Pseudachillidia Franz, 1996
      - Pseudocamaldes Jeannel, 1955
      - Rabyxis Raffray, 1890
      - Raxybis Raffray, 1908
      - Reichenbachella Jeannel, 1950
      - Reichenbachia Leach, 1826
      - Rougemontiella Leleup, 1974
      - Rybaxidia Jeannel, 1962
      - Rybaxis Saulcy, 1876
      - Scalenarthrus LeConte, 1880
      - Silillicus R.Lucas, 1920
      - Simkinion Park & Pearce, 1962
      - Speobaxyris Jeannel, 1950
      - Startes Broun, 1886
      - Storeyella Chandler, 2001
      - Strombopsis Raffray, 1904
      - Tremissus Besuchet, 1982
      - Tribatus Motschulsky, 1851
      - Triomicrus Sharp, 1883
      - Trissemus Jeannel, 1949
      - Vasse Chandler, 2001
      - Wataranka Chandler, 2001
      - Wiangaree Chandler, 2001
      - Wollomombi Chandler, 2001
      - Woodenbong Chandler, 2001
      - Xenobryaxis Jeannel, 1954
      - Xiphobythus Jeannel, 1951
      - Xybarida Raffray, 1897
      - Xybaris Reitter, 1882

    - подтриба Brachyglutini (incertae sedis)
      - Barybryaxis L.W.Schaufuss, 1890

  - триба Bythinini Raffray, 1890
    - подтриба Bythinina Raffray, 1890
    - подтриба Bythinini (incertae sedis)
      - Antrobythus Besuchet, 1985
      - Bathybythus Besuchet, 1974
      - Bryaxis Kugelann, 1794
      - Bythinus Leach, 1817
      - Bythoxenites Jeannel, 1958
      - Bythoxenus Motschulsky, 1860
      - Ceratobythus Normand, 1932
      - Decatocerus Saulcy, 1871
      - Gasparobythus Poggi, 1992
      - Glyphobythus Raffray, 1904
      - Leptobythus Jeannel, 1955
      - Linderia Saulcy, 1863
      - Machaerites Miller, 1855
      - Machaerodes Brendel, 1890
      - Mangalobythus Tanokuchi, 1989
      - Nonveilleria Pavicevic & Besuchet, 2003
      - Pauperobythus Nonveiller, Pavićević & Ozimec, 2002
      - Prionobythus Jeannel, 1921
      - Pselaptrichus Brendel, 1889
        - подрод Pselaptrichus (Pselaptrichus) Brendel, 1889
        - подрод Vestitrichus (Pselaptrichus) Park, 1953

      - Spelaeobythus Löbl, 1965
      - Speleochus Park, 1951
      - Subterrochus Park, 1960
      - Tychobythinus Ganglbauer, 1896
      - Typhlobythus Jeannel, 1926
      - Xenobythus Peyerimhoff, 1901

    - подтриба Machaeritina Jeannel, 1950
    - подтриба Xenobythina Jeannel, 1950

  - триба Cyathigerini L.W.Schaufuss, 1872
    -       - Plagiophorus Motschulsky, 1851

  - триба Goniacerini Reitter, 1882
    -       - Adrocerus Raffray, 1890
      - Basilewskydiella Leleup, 1978
      - Bredoella Jeannel, 1950
      - Debeckeria Leleup, 1976
      - Enneameron Comellini, 1990
      - Goniaceroides Raffray, 1918
      - Goniacerus Motschulsky, 1855
      - Goniastes Westwood, 1870
      - Heptameron Comellini, 1979
      - Ipsimodes Jeannel, 1951
      - Ipsimus Reitter, 1885
      - Kistneriella Leleup, 1971
      - Leleupites Jeannel, 1950
      - Listriophorus L.W.Schaufuss, 1872
      - Microgmocerus Leleup, 1974
      - Notogmocerus Leleup, 1978
      - Ogmoceridius Leleup, 1982
      - Ogmocerodes Jeannel, 1950
      - Ogmoceropsis Jeannel, 1960
      - Ogmocerus Raffray, 1882
      - Paragoniastes Comellini, 1979
      - Parasimus Jeannel, 1949
      - Vadonites Jeannel, 1953
      - Xenogmocerodes Leleup, 1978

  - триба Imirini Jeannel, 1949
    -       - Imirus Reitter, 1885

  - триба Iniocyphini Park, 1951
    - подтриба Iniocyphina Park, 1951
      - Anoplobraxis Park, 1942
      - Auchenotropidius Jeannel, 1952
      - Auchenotropis Raffray, 1913
      - Batriphysis Park, 1942
      - Batrisobryaxis L.W.Schaufuss, 1887
      - Brunomanseria Löbl & Kurbatov, 2004
      - Bythinophysis Raffray, 1908
      - Bythonesiotes Jeannel, 1956
      - Capnites Raffray, 1898
      - Dalmoburis Park, 1942
      - Dalmodes Reitter, 1882
      - Dalmomima Raffray, 1908
      - Dalmonexus Park, 1942
      - Dalmophysis Raffray, 1897
      - Globosulus Jeannel, 1950
      - Iniocyphus Raffray, 1912
      - Leleupiella Jeannel, 1952
      - Maya Blattny 1925
      - Morana Sharp, 1874
      - Nipponobythus Jeannel, 1958
      - Phybytharsis Park, 1942
      - Rugegius Jeannel, 1952
      - Sogaella Jeannel, 1960
      - Sunorfa Raffray, 1882
        - подрод Sunorfa (Sunorfa) Raffray, 1882
        - подрод Sunorfoides (Sunorfa) Raffray, 1913

      - Takaorites Jeannel, 1958
      - Trimicerus Motschulsky, 1855

    - подтриба Natypleurina Newton & Thayer, 1992
      - Acrocomus Raffray, 1894
      - Apoplectus Raffray, 1890
      - Natypleurus Newton & Thayer, 1992
      - Nedarassus Raffray, 1895
      - Simplicorfa Chandler, 2001

  - триба Machadoini Jeannel, 1951
    -       - Machadous Jeannel, 1951

  - триба Proterini Jeannel, 1949
    -       - Aulacobythus Leleup, 1986
      - Berlaraxis Jeannel, 1957
      - Breguetiella Leleup, 1973
      - Bythinoderes Reitter, 1884
      - Bythinophanax Reitter, 1884
      - Cephalaxis Jeannel, 1960
      - Craspedopterus Jeannel, 1950
      - Delamarea Jeannel, 1949
      - Ectoparyphidius Jeannel, 1964
      - Ectoparyphodes Jeannel, 1952
      - Ectoparyphus Jeannel, 1949
      - Elaphobythus Jeannel, 1952
      - Euharmophola Park, 1960
      - Gnesion Raffray, 1900
      - Goniomellus Jeannel, 1950
      - Harmomima Raffray, 1904
      - Harmophola Raffray, 1896
      - Hypoparyphantus Jeannel, 1953
      - Imtempus Reitter, 1882
      - Loebliobythus Leleup, 1986
      - Mechanicus L.W.Schaufuss, 1887
      - Mimoplectus Raffray, 1918
      - Neodeuterus L.W.Schaufuss, 1887
      - Oxygastrobythus Leleup, 1986
      - Pareuplectops Jeannel, 1957
      - Paryphantellus Jeannel, 1951
      - Paryphopterus Jeannel, 1952
      - Phthartomicrus L.W.Schaufuss, 1887
      - Platycerobythus Jeannel, 1959
      - Proterus Raffray, 1897
      - Pseudoterus Raffray, 1893
      - Rhamophorus Newton & Chandler, 1989
      - Rossites Castellini, 1990
      - Salpictomelus Jeannel, 1960
      - Ulugurubythus Leleup, 1973

  - триба Pygoxyini Reitter, 1909
    -       - Pygoxyon Reitter, 1881

  - триба Speleobamini Park, 1951
    -       - Prespelea Park, 1953
        - подрод Fusjuguma (Prespelea) Park, 1956
        - подрод Prespelea (Prespelea) Park, 1953

      - Speleobama Park, 1951

  - триба Tychini Raffray, 1904
    -       - Atychodea Reitter, 1884
      - Custotychus Park & Wagner, 1962
      - Cylindrarctus L.W.Schaufuss, 1887
      - Hesperotychus Schuster & Marsh, 1958
      - Hyugatychus Nomura, 1996
      - Lucifotychus Park & Wagner, 1962
      - Nearctitychus Chandler, 1988
      - Ouachitychus Chandler, 1988
      - Paratychus Besuchet, 1960
      - Tainochus Kurbatov, 1992
      - Tychomorphus Jeannel, 1950
      - Tychus Leach, 1817

  - триба Valdini Park, 1953
    -       - Valda Casey, 1894